# Иван Иванов (генерал, р. 1972)
Вижте пояснителната страница за други личности с името Иван Иванов.
Иван Драганов Иванов е български офицер, бригаден генерал.

## Биография
Роден е през 1972 г. През 1995 г. завършва Висшето военно артилерийско училище в Шумен. 
Службата си започва като командир на взвод в 49-и мотострелкови в Сименовоград. По-късно е командир на взвод за разузнаване и управление във 2-ра механизирана бригада и заместник-началник на щаба на механизиран батальон в бригадата. Бил е началник-щаб на дивизион в 61-ва Стрямска механизирана бригада в Казанлък;  
Участва на мисия в Афганистан като командир на 2-ра рота за отбрана и охрана на летище Кабул. 
Завършва Военната академия „Георги Ст. Раковски” в София през 2008 г. 
Бил е командир на батальон и командир на бригадно командване – Благоевград (1 юли – 1 септември 2017). 
На 31 юли 2018 г. завършва специалност „Стратегическо ръководство на отбраната и въоръжените сили“ пак във Военната академия „Георги Ст. Раковски”. От август същата година е началник-щаб на 61-ва Стрямска механизирана бригада.
С Указ от 25 ноември 2022 г. е удостоен от 1 февруари 2023 г. със звание „бригаден генерал“ и назначен за заместник-началник на Щаба по операциите в Щаба на Многонационалния корпус „Югоизток“ в Сибиу, Румъния.

## Военни звания
- Лейтенант (1995)
- Полковник (1 юли 2017)
- Бригаден генерал (1 февруари 2023)